# Berberis fujianensis
Berberis fujianensis är en berberisväxtart som beskrevs av C.M. Hu. Berberis fujianensis ingår i släktet berberisar, och familjen berberisväxter. Inga underarter finns listade i Catalogue of Life.